# Spy Kids
Spy Kids (bra: Pequenos Espiões; prt: Spy Kids ou Spy Kids - O Filme) é um filme estadunidense de 2001, dos gêneros comédia e aventura, dirigido por Robert Rodriguez.

## Sinopse
Os superagentes internacionais Gregorio (Antonio Bandeiras) e Ingrid Cortez (Carla Gugino) que teriam se aposentado, ressurgem e são capturados pelo inimigo. Sete de seus ex-colegas também estão desaparecidos. O gênio da tecnologia Fegan Floop é apontado como principal suspeito. Suas invenções que mudam a aparência e a personalidade dos humanos, podem estar sendo usadas nos reféns. Agora, o destino do mundo depende da coragem e das ações de seus filhos, Carmen (Alexa Vega) e Juni (Daryl Sabara), treinados apenas pela escola de video games. Entre os acessórios à disposição da dupla, estão as mochilas com motor a jato, gomas de mascar de eletrochoque.

## Elenco
- Antonio Banderas - Gregorio Cortez
- Carla Gugino - Ingrid Cortez
- Alexa Vega - Carmen Cortez (Carmen Elizabeth Juanita Costa-Brava Cortez)
- Daryl Sabara - Juni Cortez
- Alan Cumming - Fegan Floop
- Tony Shalhoub - Alexander Minion
- Teri Hatcher - Sra. Gradenko
- Danny Trejo - Tio Isidoro 'Machete' Cortez
- Cheech Marin - Tio Felix Gumm
- Mike Judge - Donnagon Giggles
- Robert Patrick - Sr. Lisp
- George Clooney - Devlin

Filmagens: no dia 28 de junho de 2000 durando até 10 de agosto de 2000